# Queso bola

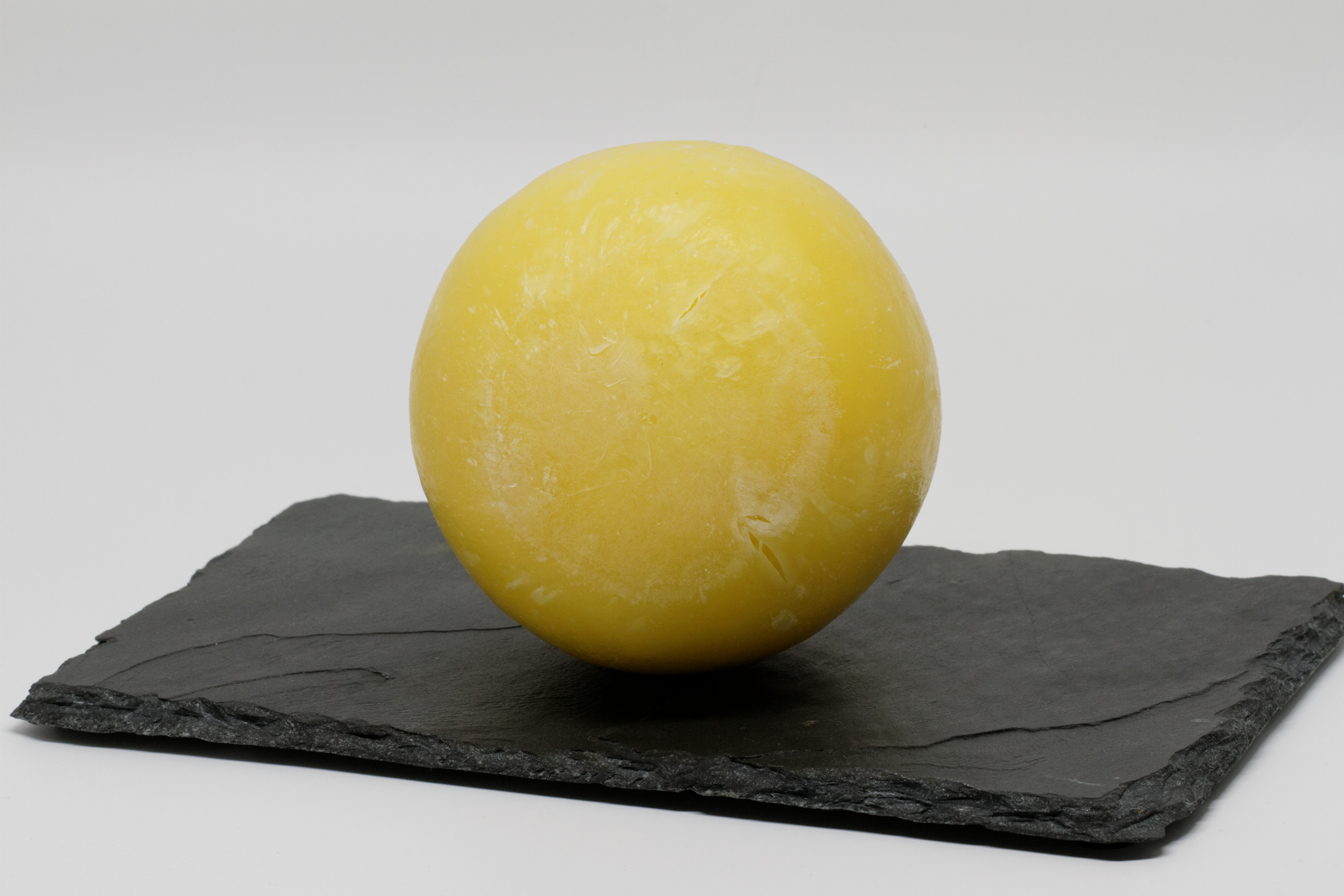
Queso bola de Ocosingo.

### Queso bola de Ocosingo
El queso bola de Ocosingo es un tipo de queso originario del municipio de Ocosingo, en el estado de Chiapas, México. Se elabora de manera artesanal a partir de leche de vaca cuajada, utilizando cuajo y otros ingredientes que contribuyen a su sabor y textura característicos.
Este queso se distingue por su forma esférica y por sus particularidades en sabor y consistencia, que lo diferencian de otros tipos de quesos producidos en México. Gracias a su elaboración tradicional y a su calidad reconocida, el queso bola ha ganado popularidad tanto en el mercado nacional como en el extranjero.[1]

## Descripción
El queso bola de Ocosingo, Chiapas, es un producto elaborado con la cuajada de leche de vaca a partir de la adición de cuajo y otros elementos que dan origen a su sabor característico. Su proceso de elaboración consta de las siguientes etapas: recepción de materia prima, elaboración de pruebas de plataforma, estandarización de la grasa,   pasteurización, descremado, formación de cuajo, desuerado, escurrido, prensado, maduración y forrado. La maduración de este producto requiere del control de parámetros físico-químicos como son tiempo, temperatura, humedad, pH y acidez. La estandarización de estos elementos provocan en el producto cambios bioquímicos y físicos característicos, permitiendo así mismo prolongar su vida de anaquel, incluso sin requerir refrigeración por las condiciones climáticas del lugar donde se produce (Ocosingo, Chiapas).

## Características

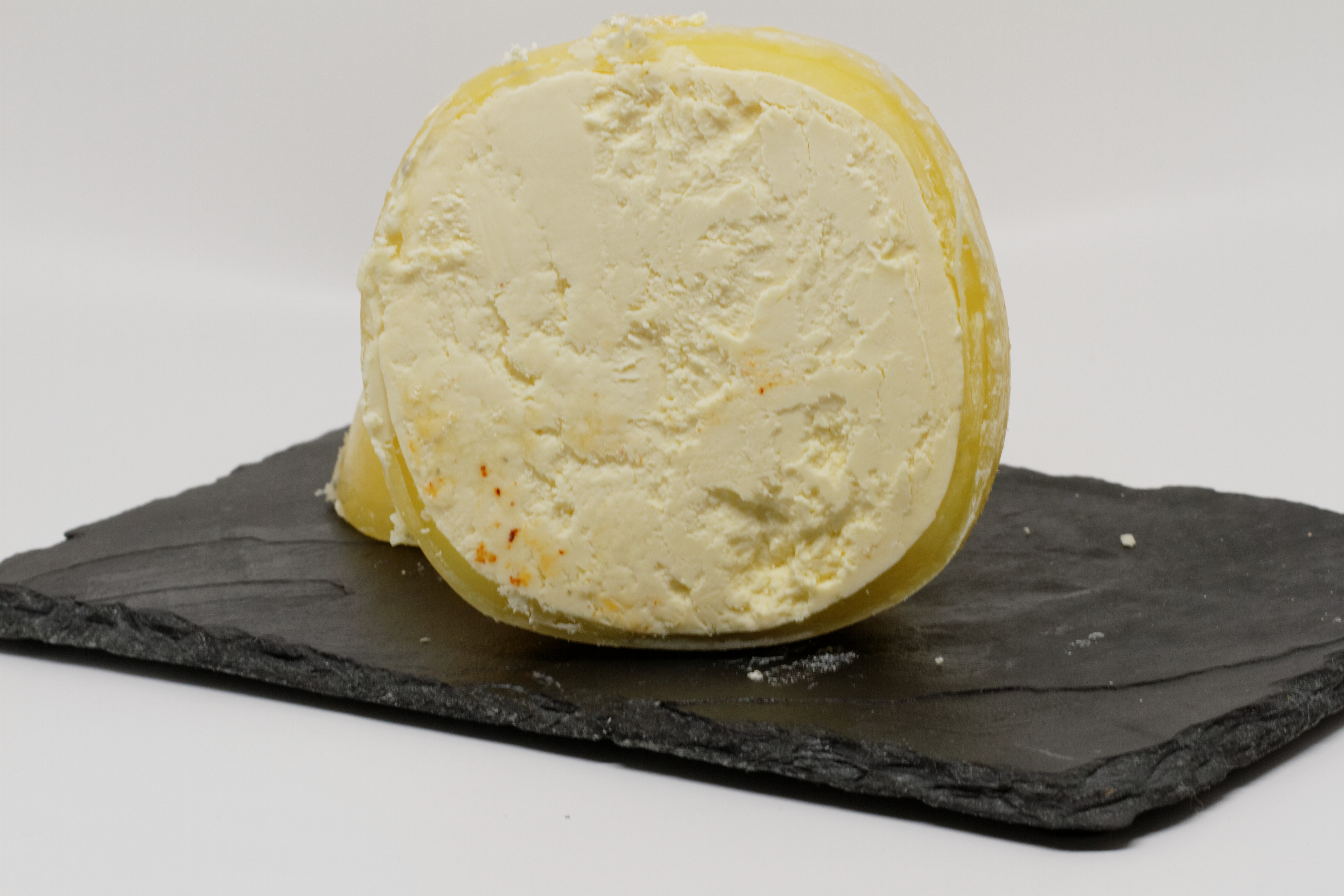

El queso bola de Ocosingo es un elemento de identidad regional en el estado de Chiapas, elaborado de forma artesanal con características propias que lo diferencian de otros quesos. Su estructura consta de dos partes: Una bola interior de queso doble crema, y una capa exterior de queso descremado que se añade después de 21 días de maduración.
Relativamente rico en vitaminas y minerales (5,6 %/cal): una buena fuente de calcio, vitamina A y manganeso . Contiene una alta cantidad de componentes de riesgo, como grasas saturadas, colesterol y sodio (0,06 %/oz). Buena fuente de proteínas (49 % del VD/100 g).
La elaboración comienza con leche 100% de vaca, a la que se añade crema. Este proceso incluye la coagulación de esta crema mediante cuajo, gérmenes lácticos, enzimas apropiadas y ácidos orgánicos comestibles. No recibe tratamiento posterior por calentamiento, y puede ser drenado y prensado antes de añadir los fermentos de maduración. Este proceso da lugar a dos variedades: queso crema y queso doble crema . El producto final tiene forma semi ovalada, con una altura aproximada de 15 cm y hasta 35 cm de circunferencia. Su estructura característica incluye una corteza doble de queso endurecido y un relleno de queso crema o doble crema.
Características:
Queso doble crema:
- Proteína 23 – 25%
- Humedad 38 – 40%
- Grasa 33 – 36%

Forro:
- Proteína 38 – 42%
- Humedad 34 – 38%

## Historia
En 1927, se inició la fabricación de Queso Bola en el rancho “Laltic” de Ocosingo, Chiapas. Dicho producto, surgió de la necesidad de aprovechar oportunamente la producción lechera  y brindarle además, un valor agregado. Las características en su preparación, maduración y sabor adquiridas por las condiciones climáticas del lugar, han hecho que este producto se haya instalado en el gusto de los consumidores. Con el tiempo, productores y ganaderos en su mayoría, iniciaron el mismo proceso, creando una actividad económica rentable, con una tradición que se ha vuelto un emblema de la región. El 24 de octubre de 2005, el Instituto Mexicano de la Propiedad Industrial (IMPI) otorgó a esta sociedad el Título de Marca: "QUESO BOLA DE OCOSINGO, CHIAPAS".  
Reuniendo esfuerzos y apoyados por la Secretaría del Campo del Estado de Chiapas y por SEDESOL, se decidió construir y equipar una fábrica especializada en Queso Bola, ubicada en la carretera Ocosingo-Toniná km 3 No.7 a un costado de la Universidad de la Selva. El 24 de octubre de 2009, se inauguró dicha planta, contando con el  apoyo del ayuntamiento y de la Secretaría del Campo en Ocosingo. Hasta la fecha, el Queso Bola de Ocosingo, Chiapas, se ha posicionado en el mercado como un producto artesanal de estilo gourmet, y a pesar de que con el paso de los años ha habido intentos de producirlo fuera del municipio, estos intentos no han sido exitosos. Actualmente, los queseros de Ocosingo, legítimos herederos históricos de este producto, se han unido para establecer una empresa capaz de llevar a cabo el negocio, produciendo y comercializando el Queso Bola de Ocosingo, Chiapas, como un producto legítimo y de calidad, para lo cual se han organizado en una Sociedad de Producción Rural, la cual consta de nueve socios, mismos que históricamente se ha dedicado a su elaboración a través de décadas. 

## Producción y comercialización
La producción de este tipo de queso varía entre los 2.500 a 2.700 quesos mensuales, que se comercializan en distintos puntos de venta, como en varios municipios chiapanecos —Ocosingo, Comitán, San Cristóbal de las Casas, Tuxtla Gutiérrez y Palenque— y a nivel nacional en Acapulco y Guerrero.

## Marca colectiva

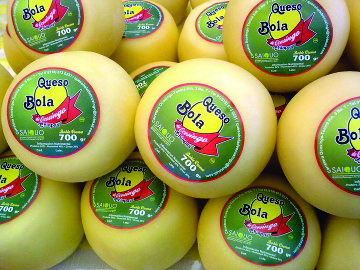
Queso bola ya etiquetado.

En el año 2004, se conformó una Sociedad de nueve personas dedicadas tradicionalmente a la producción de queso bola, la cual fue registrada como “Sociedad Agropecuaria e Industrial Quesera de Ocosingo S. P .R. de R. I. (SAIQUO)”. Con el afán de conservar entre los herederos históricos el proceso de elaboración del Queso Bola de Ocosingo, y al mismo tiempo, contar con una imagen que transmita al consumidor los atributos especiales de calidad, origen, tradición y proceso de elaboración del producto; los socios de la empresa gestionaron y obtuvieron el Registro de Marca Colectiva en el año 2005, buscando con ello garantizar al consumidor la originalidad del producto al momento de la compra, además de servir como elemento de identificación ante productos similares. Los elementos protegidos con el Registro de Marca son tanto la imagen oval del queso bola, así como el nombre “Queso Bola de Ocosingo, Chiapas”.